# サスイクコリ湖
サスイクコリ湖(カザフ語: Сасықкөл)は、カザフスタン東部、北緯46度35分 東経81度0分 / 北緯46.583度 東経81.000度付近にある湖。面積は600 km²（高水位時）、水深平均3.3m、最大4.7m。漁業が行われている。
一帯には砂漠、草地、湿地、ツガイ、水生植物、低木林、広葉樹林などの多様な植生があり、チューリップのTulipa kolpakowskianaなどの植物が生え、コブハクチョウ、オオハクチョウ、ヘラサギ、ニシハイイロペリカン、オオフラミンゴ、メジロガモなどの鳥類およびマダライタチ、コウジョウセンガゼルなどの哺乳類が生息する。湖はアラコル生物圏保護区の一部となっており、2009年にラムサール条約登録地となった。